# Hatchet 2
Hatchet 2 és una pel·lícula de terror estatunidenca dirigida per Adam Green el 2010. El rodatge començà el 7 de gener de 2010 i acabà el 24 de febrer. Tamara Feldman no ha reprès el seu paper de Marybeth, Danielle Harris la reemplaça. El director Adam Green ha confirmat que són previstes dues continuacions: Hatchet 3 va estrenar-se el 2013.

## Argument
Marybet ha aconseguit escapar-se a la influència de Victor Crowley. Se n'assabenta de la veritat sobre la seva maledicció, i torna a l'aiguamoll de Nova Orleans per venjar-se de la seva família i per matar Victor Crowley d'una vegada per totes.

## Repartiment
- Kane Hodder: Victor Crowley / Mr. Crowley.
- Tony Todd: Reverend Zombie.
- John Carl Buechler: Jack Cracker.
- Rileah Vanderbilt: Victor Crowley (jove).
- Danielle Harris: Marybeth.
- Tom Holland: Bob.
- R.A. Mihailoff: Trent.
- Parry Shen: Justin.
- Aj Bowen: Layton.
- Alexis Peters: Avery.
- Ed Ackerman: Cleatus.
- Colton Dunn: Vernom.
- David Foy: Txad.
- Rick Mccallum: Jean.
- Erika Hamilton: Lena.
- Kathryn Fiore: Shyann Crowley.
- Nick Principi: Un caçador.
- Cody Snider Blue: Jove Sampson.